# 麦鸡短腺吸虫
麦鸡短腺吸虫（学名：Brachylecithum vanellicola）为双腔科短腺属的动物。分布于俄罗斯以及中国大陆的海南等地，营寄生生活，终末宿主四声杜鹃、麦鸡以及欧斑鸠的肝脏与胆管。